# Candy Darling
Candy Darling (Forest Hills, 24 de novembro de 1944 — Nova Iorque, 21 de março de 1974) foi uma atriz transexual norte-americana, mais conhecida como uma Warhol Superstar. Ela atuou nos filmes de Andy Warhol, Flesh (1968) e Women in Revolt (1971), e foi uma musa do The Velvet Underground.

## Primeiros anos
Candy Darling nasceu como James Lawrence Slattery em Forest Hills, Queens. Sua mãe era Theresa Slattery, contadora no Jockey Club de Manhattan, e seu pai era James ("Jim") Slattery, descrito como um violento alcoólatra.
Os primeiros anos de Darling foram passados no Parque Massapequa, em Long Island, para onde ela e a mãe se mudaram após o divórcio dos pais. Ela passou a maior parte de sua infância assistindo televisão e antigos filmes de Hollywood, dos quais aprendeu a representar suas atrizes favoritas, como Joan Bennett e Kim Novak. Ela tinha um meio-irmão, Warren Law II, do primeiro casamento de sua mãe com Warren Law. Warren Law II saiu para servir nas Forças Armadas dos Estados Unidos e deixou Darling como o único filho. Law mais tarde negaria sua conexão com Darling.
Em uma biografia sobre Darling, Cynthia Carr revela que Darling foi "implacavelmente intimidada" no ensino médio e largou a escola aos 16 anos de idade depois que um grupo de garotos tentou linchá-la.
Em 1961, ela se inscreveu para um curso na Escola DeVern de Cosmetologia em Baldwin, Long Island. Darling disse mais tarde que "aprendeu sobre os mistérios do sexo com um vendedor em uma loja de sapatos infantis locais" e finalmente revelou uma inclinação para o cross-dressing quando sua mãe a confrontou sobre rumores locais, que descreviam que Darling "se vestia como uma menina" e frequentava um bar gay local chamado The Hayloft. Em resposta, Darling saiu da sala e voltou com roupas femininas. A mãe de Darling diria mais tarde: "Eu sabia então... que não conseguia parar Jimmy. Candy era muito bonita e talentosa."
Depois de sair do armário publicamente, Darling daria uma pequena corrida de táxi até a estação de Long Island Rail Road, evitando a atenção dos vizinhos que receberia ao caminhar até o trem. De lá, ela tomaria o trem para Manhattan, muitas vezes sentada em frente à estrela de Long Island, Joey Heatherton. Em Manhattan, ela se referia à casa de sua família na 79 First Avenue, no Massapequa Park, como sua "casa de campo", e passava o tempo em Greenwich Village, conhecendo pessoas através de Seymour Levy na Bleecker Street.
Darling conheceu Jeremiah Newton no verão de 1966, quando Newton estava em sua primeira viagem a Greenwich Village de sua casa em Flushing, Queens. Os dois se tornaram amigos e colegas de quarto, morando juntos em Manhattan e no Brooklyn até a época da morte de Darling em 1974.
Darling assumiu inicialmente o nome Hope Slattery. De acordo com Bob Colacello, Darling usou esse nome em 1963/1964 depois que ela começou a ir a bares gays em Manhattan e a visitar um médico na Quinta Avenida para injeções de hormônio. Jackie Curtis disse que Darling adotou o nome de uma conhecida atriz da Broadway chamada Hope Stansbury, com quem viveu por alguns meses em um apartamento atrás do Caffe Cino. Holly Woodlawn lembra que o nome de Darling evoluiu de Hope Dahl para Candy Dahl, depois para Candy Cane. Jeremiah Newton disse que ela tomou o nome de "Candy" por causa de um amor por doces. Em sua autobiografia, Woodlawn lembrou que Darling havia adotado o nome porque uma amiga dela a chamava de "querida" com tanta frequência que o nome acabou ficando. 

## Era Warhol
Antes de se conhecerem, em 1967, Darling viu Andy Warhol no The Tenth of Always, um clube noturno. Darling estava com Jackie Curtis, que convidou Warhol para uma peça que ela havia escrito e dirigido, chamada Glamour, Glory and Gold, estrelando Darling como "Nona Noonan" e um jovem Robert De Niro, que tocou seis partes na peça.
Warhol lançou Darling em uma curta cena cômica em Flesh (1968) com Jackie Curtis e Joe Dallesandro. Depois de Flesh, Darling foi escalado em um papel central em Women in Revolt (1971).
Women in Revolt foi exibido pela primeira vez no primeiro Los Angeles Filmex como Sex. Mais tarde foi mostrado como as mulheres de Andy Warhol.
No dia seguinte à prévia da celebridade, um grupo de mulheres carregando sinais de protesto demonstrou fora do cinema contra o filme, que eles pensavam ser a libertação antimulher. Quando Darling ouviu falar sobre isso, ela disse: "Quem esses diques pensam que estão afinal? Bem, eu só espero que todos leiam a crítica de Vincent Canby no Times de hoje. Ele disse que pareço um cruzamento entre Kim Novak e Pat Nixon. É verdade - Eu tenho o nariz de Pat Nixon".
Darling trabalhou por um curto período como garçonete no Slugger Ann's, o bar de propriedade da avó de Jackie Curtis.

## Depois de Warhol
Darling apareceu em outros filmes independentes, incluindo Silent Night, Bloody Night, Brand X, de Wynn Chamberlain , e um papel de co-estrelar em Some of My Best Friends Are... Ela apareceu em Klute com Jane Fonda e Lady Liberty com Sophia Loren. Em 1971, ela foi a Viena para fazer dois filmes com o diretor Werner Schroeter : A Morte de Maria Malibran e outro filme que nunca foi lançado. A tentativa de Darling de invadir os filmes principais, fazendo campanha pelo papel principal em Myra Breckinridge (1970), levou à rejeição e à amargura.
Seus créditos teatrais incluem duas peças de Jackie Curtis, Glamour, Glória e Ouro (1967) e Vain Victory: As Vicissitudes dos Condenados (1971). Vain Victory foi dirigido por Curtis no La MaMa Experimental Theatre Club em maio / junho de 1971 e contou com muitos outros artistas da Warhol's Factory, incluindo Curtis, Ondine, Tally Brown, Mario Montez, Samuel Adams Green, Mary Woronov, Francesco Scavullo e Jay Johnson. (irmão gêmeo de Jed Johnson ), Holly Woodlawn, Steina e Woody Vasulka, Eric Emerson e o próprio Warhol.
Darling estava na produção original de 1972 do jogo Small Craft Warnings, de Tennessee Williams, lançado a pedido da Williams. Ela atuou em 1973 no revival de The White Whore e no Bit Player, uma peça de 1964 de Tom Eyen, no La MaMa Experimental Theatre Club. A produção foi bilíngüe, chamada The White Whore e o Bit Player / La Estrella e La Monja, e dirigida por Manuel Martin Jr. O personagem de Darling, uma atriz de Hollywood conhecida apenas como "The Whore", foi baseado em Marilyn Monroe. Ela se apresentou na versão inglesa em frente a Hortensia Colorado, e a versão em espanhol foi realizada por Magaly Alabau e Graciela Mas. Como uma revisão da peça dizia: "Com seu cabelo platinado e brincalhões, Miss Darling se parece com sua personagem e mantém resolutamente sua atuação como uma garotinha perdida. O aspecto de role-playing funciona para sua vantagem. Ela poderia, afinal, ser um lunático do sexo masculino fingindo ser a White Whore".

## Doença e morte
Darling morreu de linfoma em 21 de março de 1974, aos 29 anos, na divisão Centro Médico da Universidade de Columbia, no Cabrini Health Center. Em uma carta escrita em seu leito de morte e destinada a Warhol e seus seguidores, Darling escreveu: "Infelizmente, antes de minha morte, eu não tinha mais desejo pela vida... Estou tão entediada com tudo. Pode-se dizer entediada até a morte. Você sabia que eu não ia durar? Eu sempre soube disso. Eu gostaria de poder encontrar todos vocês novamente".
Seu funeral, realizado na Capela Funeral Frank E. Campbell, foi assistido por enormes multidões. Julie Newmar leu o tributo fúnebre. O nome de nascimento de Darling nunca foi pronunciado pelo ministro ou por nenhum dos elogiadores. Faith Dane tocou uma música no piano e Gloria Swanson saudou o caixão de Darling.
Darling foi cremada e suas cinzas foram enterradas por Jeremiah Newton no Cemitério Cherry Valley, em Cherry Valley, Nova York, uma aldeia no sopé das Montanhas Catskill.

## Legado

### Documentário de 2010
Um documentário de longa-metragem sobre Darling, intitulado Beautiful Darling, estreou no Festival Internacional de Cinema de Berlim (ou Berlinale ) em fevereiro de 2010. O documentário apresenta filmes de arquivo e imagens de vídeo, fotografias, documentos pessoais, entrevistas em áudio de arquivo com Tennessee Williams, Valerie Solanas, Jackie Curtis e a mãe de Darling, bem como entrevistas contemporâneas com Holly Woodlawn, Fran Lebowitz, John Waters, Julie Newmar e Peter Beard. e Taylor Mead. Chloe Sevigny narra o filme, dando voz às anotações do diário privado e às cartas pessoais de Darling. O filme foi dirigido por James Rasin e produzido por Jeremiah Newton e Elisabeth Bentley.

### Retratos

#### Filme
- Darling foi retratada pela primeira vez em filme por Stephen Dorff em I Shot Andy Warhol (1996).
- Darling é interpretada por Willam Belli no filme Cinema Verite de 2011 da HBO.

#### Palco
- Darling foi retratada por Brian Charles Rooney em Pop!, um musical escrito por Anna K. Jacobs e Maggie-Kate Coleman e dirigido por Mark Brokaw no Yale Repertory Theatre em novembro-dezembro de 2009.[18]
- Darling foi retratada pelo ator Vince Gatton na produção off-Broadway da peça Candy and Dorothy, de David Johnston, pela qual Gatton recebeu uma indicação ao prêmio Drama Desk.[19]

#### Música
- Darling e sua amiga Taffy são homenageadas no refrão da música dos Rolling Stones de 1967, "Citadel".[20]
- Darling é o tema da música "Candy Says", a faixa de abertura do álbum autointitulado do The Velvet Underground em 1969, cantado por Doug Yule.[21]
- O segundo verso de "Walk on the Wild Side", de Lou Reed, de 1972, é dedicado a Darling.[22]
- Candy Darling foi capa do single Sheila Take a Bow da banda britânica The Smiths, em 1987.

#### Artes visuais
- Greer Lankton fez um busto de Darling que foi exibido na Whitney Biennial em 1995.[23]
- A foto de Peter Hujar, "Candy Darling em seu leito de morte", foi usada por Antony and the Johnsons para a capa de seu álbum vencedor do Mercury Music Award de 2005, I Am a Bird Now.[24]

### Namesakes
- Em 2009, o C ☆NDY, que se intitula "a primeira revista de estilo transversal", estreou. É nomeado após Darling.[25]
- Byredo criou um perfume de vela com o nome de Darling.[26]

### Biográfico
Em janeiro de 2019, um filme biográfico sobre Candy foi anunciado. Será escrito por Stephanie Kornick e executivo produzido por Zackary Drucker. O filme está sendo produzido por Christian D. Bruun, Katrina Wolfe e Louis Spiegler.

## Trabalho

### Filmografia
| Ano  | Título                         | Função            | Notas                            |
| ---- | ------------------------------ | ----------------- | -------------------------------- |
| 1968 | Flesh                          | Candy             |                                  |
| 1970 | Brand X                        | Marlene D-Train   |                                  |
| 1971 | La Mortadella                  | Travesti          | Título alternativo: Lady Liberty |
| 1971 | Klute                          | Discoteca Patrono | Não creditado                    |
| 1971 | Some of My Best Friends Are... | Karen/Harry       |                                  |
| 1971 | Women in Revolt                | Candy             |                                  |
| 1971 | Lady Liberty                   | Travesti          | Não creditado                    |
| 1972 | Der Tod der Maria Malibran     |                   | Dirigido por Werner Schroeter    |
| 1972 | Silent Night, Bloody Night     | Convidado         | (papel final do filme)           |
| 1973 | An American Family             | Ela própria       |                                  |
| 2002 | The Cockettes                  | Ela própria       | Cenas arquivadas                 |
| 2004 | Superstar in a Housedress      | Ela própria       | Cenas arquivadas                 |
| 2006 | Andy Warhol: A documentary     | Ela própria       | Cenas arquivadas                 |
| 2010 | Beautiful Darling              | Ela própria       | Cenas arquivadas                 |